# Consolidació òssia

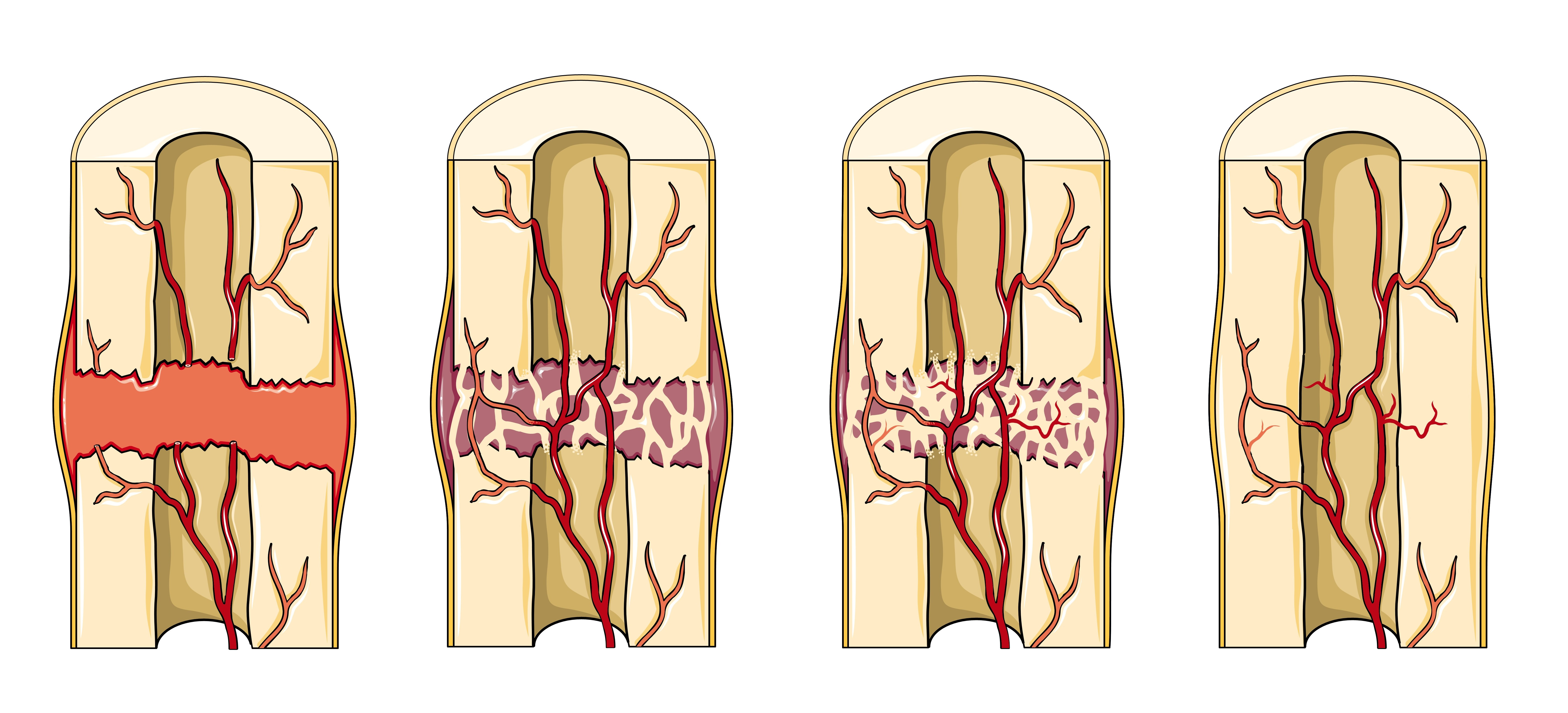
Procés de reparació d'una fractura

La consolidació òssia (o, senzillament, consolidació), o la curació de fractures, és un procés proliferatiu fisiològic en què el cos facilita la reparació d'una fractura.
Generalment, el tractament d'una fractura òssia consisteix en el fet que un metge redueix (empeny) els ossos desplaçats de nou al seu lloc mitjançant la reubicació amb anestèsic o sense, estabilitza la seva posició i després espera que es produeixi el procés de curació natural de l'os.
S'ha trobat que la ingesta adequada de nutrients afecta significativament la integritat de la reparació de la fractura. L'edat, el tipus d'os, la teràpia farmacològica i la patologia òssia preexistent són factors que afecten la curació. El paper de la cicatrització òssia és produir un os nou sense una cicatriu, tal com es veu en altres teixits, que seria una debilitat o deformitat estructural.
El procés de tota la regeneració de l'os pot dependre de l'angle de la fractura o de la separació entre els fragments trencats. Tot i que la formació òssia sol abastar tota la durada del procés de curació, en alguns casos, la medul·la òssia de la fractura s'ha curat dues setmanes o menys abans de la fase final de remodelació.
Tot i que la immobilització i la cirurgia poden facilitar la curació, una fractura finalment es cura mitjançant processos fisiològics. El procés de curació està determinat principalment pel periosti (la membrana del teixit connectiu que cobreix l'os). El periosti és una font de cèl·lules precursores que es desenvolupen en condroblasts i osteoblasts que són essencials per a la curació de l'os. Altres fonts de cèl·lules precursores són la medul·la òssia (quan està present), l'endosti, els petits vasos sanguinis i els fibroblasts.